# Værker af Klaus Rifbjerg
Ukomplet liste af værker af Klaus Rifbjerg:
Denne liste bliver periodisk opdateret af en bot. Manuelle ændringer ved listen bliver fjernet ved næste opdatering!
| artikel                    | år              | tilfælde af    | genre                                               | har del                                                      | handlingssted | beskrevet ved URL                                                         |
| -------------------------- | --------------- | -------------- | --------------------------------------------------- | ------------------------------------------------------------ | --- | ------------------------------------------------------------------------- |
| Motor                      | 1956            | digt           | poesi                                               |                                                              | Peter Bangs Vej |                                                                           |
| Under vejr med mig selv    | 1956            | litterært værk | poesi                                               | Motor                                                        | |                                                                           |
| Den kroniske uskyld        | 1958            | litterært værk | psykologisk fiktion                                 |                                                              | Dragespringvandet Frederiksberg Sankt Thomas Plads Frederiksberg Allé Holmens Kanal Tivoli Østre Anlæg Strøget Strandvejen Jægersborg Dyrehave Vesterbrogade Hellerup Station Kongens Lyngby Fortunen Nørreport Station Helsingør Klampenborg | http://www.litteratursiden.dk/analyser/rifbjerg-klaus-den-kroniske-uskyld |
| Honeymoon in Copenhagen    | 1959            | film           | dokumentarfilm                                      |                                                              | |                                                                           |
| De sjove år                | 1959-09-01      | film           | komediefilm familiefilm                             |                                                              | |                                                                           |
| Frihavnen                  | 1960            | digt           | poesi                                               |                                                              | Københavns Frihavn |                                                                           |
| Konfrontation              | 1960            | litterært værk | poesi                                               | Frihavnen                                                    | | http://www.litteratursiden.dk/analyser/rifbjerg-klaus-konfrontation       |
| Weekend                    | 1962-10-29      | film           | dramafilm                                           |                                                              | |                                                                           |
| Og andre historier         | 1964            | litterært værk |                                                     |                                                              | |                                                                           |
| To                         | 1964-08-26      | film           | dramafilm komediefilm                               |                                                              | |                                                                           |
| 4 x 4                      | 1965-02-22      | film           | dramafilm episodefilm                               | Pike med hvit ball Uppehåll i myrlandet Pourquoi? Sommerkrig | |                                                                           |
| Sommerkrig                 | 1965-03-01      | kortfilm       | komediefilm                                         |                                                              | |                                                                           |
| Operaelskeren              | 1966            | litterært værk |                                                     |                                                              | |                                                                           |
| Der var engang en krig     | 1966-11-16      | film           | dramafilm krigsfilm                                 |                                                              | |                                                                           |
| Skagen                     | 1967            | digt           |                                                     |                                                              | Skagen |                                                                           |
| Historien om Barbara       | 1967-04-17      | film           | dramafilm                                           |                                                              | |                                                                           |
| Jeg er sgu min egen        | 1967-06-30      | film           | musicalfilm                                         |                                                              | |                                                                           |
| I den grønne skov          | 1968-03-29      | film           | familiefilm                                         |                                                              | |                                                                           |
| Det var en lørdag aften    | 1968-06-28      | film           | familiefilm                                         |                                                              | |                                                                           |
| Anna (jeg) Anna            | 1969            | litterært værk |                                                     |                                                              | |                                                                           |
| Hele den tyrkiske musik    | 1970            | tv-serie       |                                                     |                                                              | |                                                                           |
| Danske billeder            | 1971-06-09      | film           | dokumentarfilm                                      |                                                              | |                                                                           |
| En hugorm i solen          | 1974            | litterært værk |                                                     |                                                              | Asserbo |                                                                           |
| Hærværk                    | 1977-11-04      | film           | dramafilm                                           |                                                              | |                                                                           |
| Ludvigsbakke               | 1978-08-24      | tv-serie       |                                                     |                                                              | |                                                                           |
| Vores år                   | 1980-03-23      | tv-serie       |                                                     |                                                              | |                                                                           |
| De hellige aber            | 1981            | litterært værk | spekulativ fiktion                                  |                                                              | |                                                                           |
| Thorvald og Linda          | 1982-02-12      | film           | dramafilm                                           |                                                              | |                                                                           |
| Den umulige drøm           | 1982-08-26      | film           | biografisk film dramafilm                           |                                                              | Arktis |                                                                           |
| Pelota                     | 1983            | film           | dokumentarfilm                                      |                                                              | |                                                                           |
| Udenrigskorrespondenten    | 1983-09-16      | film           | eksperimentalfilm dramafilm                         |                                                              | |                                                                           |
| Tukuma                     | 1984-02-24      | film           | dramafilm                                           |                                                              | |                                                                           |
| Ved Vejen                  | 1988-08-19      | film           | dramafilm Film baseret på litteratur romantisk film |                                                              | |                                                                           |
| Skyernes skygge rammer mig | 1996            | kortfilm       | kortfilm dramafilm                                  |                                                              | |                                                                           |
| Charlie Butterfly          | 2002-05-03      | film           | dramafilm                                           |                                                              | |                                                                           |
| Dom over død mand          | 2012 2012-12-07 | film           | biografisk film dramafilm                           |                                                              | |                                                                           |
| De Hellige Aber            |                 | litterært værk |                                                     |                                                              | |                                                                           |